# Tatjana Alexandrowna Jussupowa

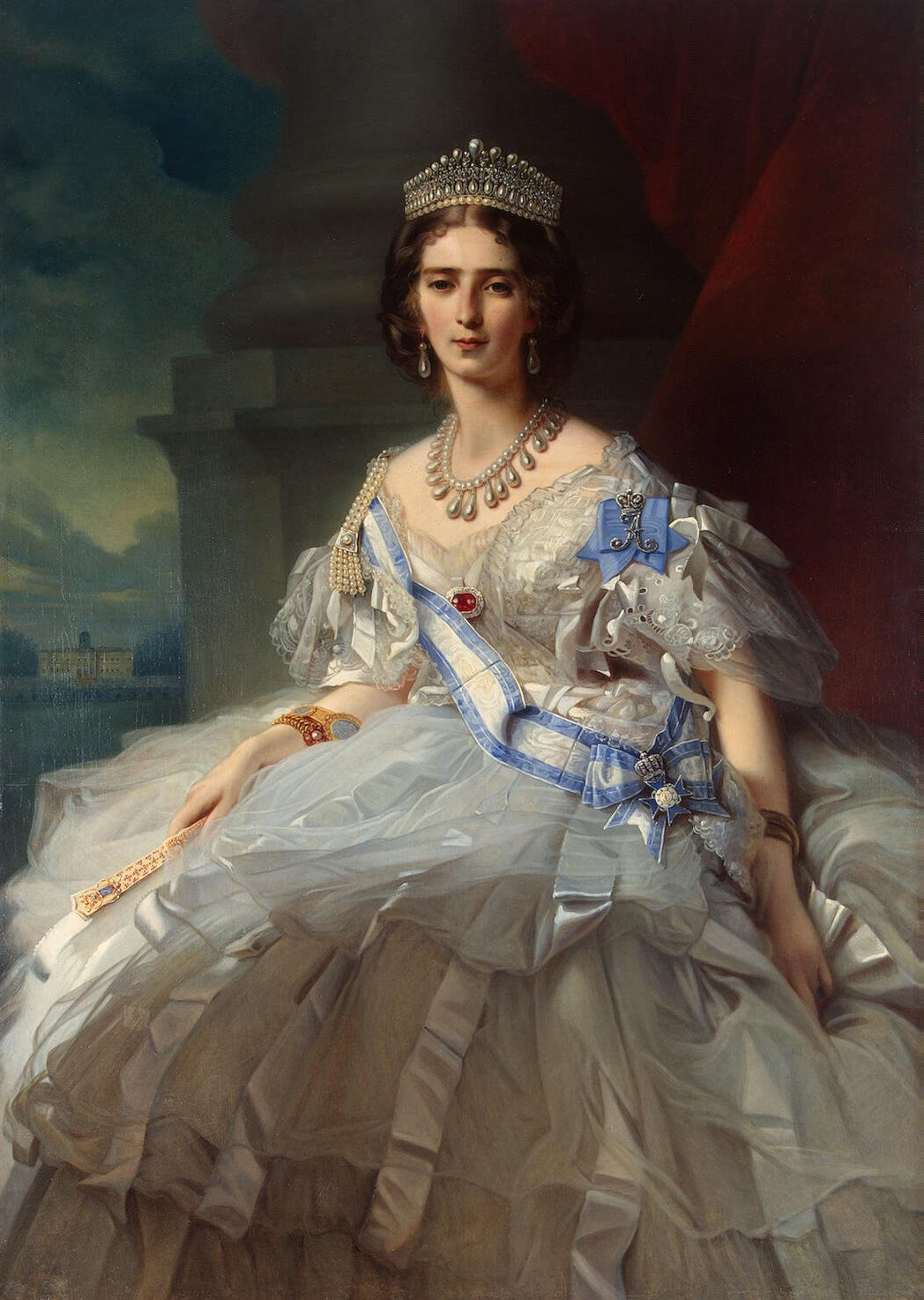
Tatjana Alexandrowna Jussupowa von Franz Xaver Winterhalter

Fürstin Tatjana Alexandrowna Jussupowa (russisch Татьяна Александровна Юсупова) (* 29. Juni 1829 in Lucca; † 14. Januar 1879 in Nyon) war eine russische Adlige und Hofdame. 

## Leben
Tatjana Alexandrowna Jussupowa war die Tochter des russischen Diplomaten Graf Alexander Iwanowitsch Ribeaupierre (1781–1865) und der Hofdame Gräfin Jekaterina Michailowna Ribeaupierre (1788–1872). Ihr Vater stammte aus dem jüngeren Zweig einer Elsässer Adelsfamilie und wuchs im Schloss La Liguiere am Genfersee auf. Ihre Großeltern mütterlicherseits waren der russische Generalleutnant Michail Sergejewitsch Potjomkin und Tatjana Wassiljewna Jussupowa geb. Baronesse von Engelhardt, die Nichte des Fürsten Grigori Alexandrowitsch Potjomkin. Die Familie Ribeaupierre wurde 1856 von Zar Alexanders II. in den Grafenstand erhoben.  
Tatjana Alexandrowna Jussupowa, Hofdame der Zarin und Trägerin des königlich-bayerischen Theresienordens, heiratete 1856 den Hofmarschall Fürst Fürst Nikolai Borisowitsch Jussupow (1827–1891), Sohn des Halbbruders ihrer Mutter. Das Haus der Jussupow ging auf die früheren Tatarenfürsten zurück und gehörte somit zu den ersten Familien des russischen Hochadels. Die Jussupows lebten eine Zeit lang in München und Paris. Ihr 1858 entstandenes Porträt schuf der deutsche Maler Franz Xaver Winterhalter. Tatjana Alexandrowna Jussupowa starb am 14. Januar 1879 im schweizerischen Nyon.

## Nachkommen
Die Kinder und Enkelkinder von Tatjana Alexandrowna Jussupowa waren:  
- Sinaida Nikolajewna Jussupowa (1861–1939); ⚭ Graf Felix Sumarokow-Elston (1856–1928)
  - Nikolaj Felixowitsch Jussupow (1883–1908)
  - Felix Felixowitsch Jussupow (1887–1967); ⚭ Prinzessin Irina Alexandrowna Romanowa (1895–1970)
- Boris Nikolajewitsch Jusupow (*/† 1863)
- Tatjana Nikolajewna Jusupowa (1866–1888)

## Auszeichnungen
- Theresienorden